# Función de probabilidad
En Probabilidad y Estadística, una función de probabilidad —o función de masa de probabilidad— es una función que devuelve la probabilidad de que una variable aleatoria discreta sea exactamente igual a algún valor. Es una función que asocia a cada punto de su espacio muestral X la probabilidad de que esta lo asuma. La función de probabilidad suele ser el medio principal para definir una distribución de probabilidad discreta, y tales funciones existen para variables aleatorias escalares o multivariantes, cuyo dominio es discreto.
Al valor de la variable aleatoria que tiene la mayor masa de probabilidad se le llama moda.

Gráfica de una función de masa de probabilidad. Nótese que todos los valores son no negativos, y la suma de ellos es igual a 1.

La función de masa de probabilidad de un dado. Todos los números tienen la misma probabilidad de aparecer cuando este es tirado.

## Definición formal
En concreto, si el espacio muestral, E de la variable aleatoria X consta de los puntos x1, x2, …, xk, la función de probabilidad P asociada a X es 
{\displaystyle P(x_{i})=p_{i}\,,}
donde pi es la probabilidad del suceso X = xi .
Por definición de probabilidad,
{\displaystyle \sum _{i=1}^{\infty }P(x_{i})=1}.
Hay que advertir que el concepto de función de probabilidad solo tiene sentido para variables aleatorias que toman un conjunto discreto de valores. Para variables aleatorias continuas, el concepto análogo es el de función de densidad, debe integrarse en un intervalo para obtener una probabilidad.